# Aha (ägyptische Mythologie)
Aha (Kämpfer) war eine altägyptische Gottheit, mit dem weiblichen Pendant Ahat, die seit dem Mittleren Reich mit Sicherheit belegt ist. Aha erscheint zunächst auf den sogenannten Zaubermessern. Er wird in der Regel frontal dargestellt. Das Gesicht ist umrandet von einer Mähne, vielleicht von der eines Pavians oder Löwen. In den Händen hält er Schlangen oder Messer. Im Neuen Reich wird er meist im Profil wiedergegeben, manchmal ist er mit Flügeln dargestellt. Insgesamt gleicht sein Bild dem des Bes. Es gab das weibliche Pendant Ahat. Aha beschützte Mutter und Kind und war Gott des Tanzes und der Musik. Er trat früh innerhalb des Sed-Festes auf, bei dem Priester Masken des Aha trugen.
Aha stammt wie Thot aus dem 15. oberägyptischen Gau von Hermopolis und steht daher eng mit diesem Gott in Verbindung. Vom Neuen Reich bis in ptolemäische Zeit tritt Aha mit der Namensendung -tj auf, etwa in der Form ˁḥ3tj oder ḥ3jtj. Auch Verbindungen zur Nilpferdgöttin Thoëris sind bekannt.